# Грейг (Нью-Йорк)
Грейг (англ. Greig) — місто (англ. town) в США, в окрузі Льюїс штату Нью-Йорк. Населення — 1179 осіб (2020).

## Демографія
Згідно з переписом 2010 року, у місті мешкало 1199 осіб у 511 домогосподарстві у складі 354 родин. Було 1228 помешкань
Расовий склад населення:
| - 98,7 % — білих - 0,7 % — азіатів - 0,2 % — чорних або афроамериканців |

До двох чи більше рас належало 0,5 %. Частка іспаномовних становила 0,2 % від усіх жителів.
За віковим діапазоном населення розподілялося таким чином: 20,7 % — особи молодші 18 років, 60,4 % — особи у віці 18—64 років, 18,9 % — особи у віці 65 років та старші. Медіана віку мешканця становила 45,4 року. На 100 осіб жіночої статі у місті припадало 106,4 чоловіків;  на 100 жінок у віці від 18 років та старших — 107,6 чоловіків також старших 18 років.
Середній дохід на одне домашнє господарство  становив 72 998 доларів США (медіана — 62 153), а середній дохід на одну сім'ю — 83 420 доларів (медіана — 70 625). Медіана доходів становила 51 875 доларів для чоловіків та 44 821 долар для жінок. За межею бідності перебувало 6,5 % осіб, у тому числі 7,5 % дітей у віці до 18 років та 2,8 % осіб у віці 65 років та старших.
Цивільне працевлаштоване населення становило 595 осіб. Основні галузі зайнятості: освіта, охорона здоров'я та соціальна допомога — 23,9 %, будівництво — 17,3 %, виробництво — 12,4 %, сільське господарство, лісництво, риболовля — 7,7 %.